# Real argentino
Il real è stata la valuta dell'Argentina fino al 1881. Dal 1822 fu suddiviso in 10 decimos. Durante questo periodo venne emesso anche il sol, di valore pari al real, mentre il peso valeva 8 reales e l'escudo valeva 16 reales.

## Storia
I reales coloniali spagnoli furono l'unica valuta in circolazione fino al 1813, quando l'Argentina cominciò ad emettere le proprie monete. Dal 1820 furono emesse anche banconote. Nel 1826 il peso moneda corriente e il peso fuerte furono introdotti solo in forma di carta moneta. Nel 1854 furono emesse monete denominate in centavos. Comunque la decimalizzazione non ebbe luogo prima del 1881, quando il real fu rimpiazzato dal peso moneda nacional al cambio di 8 reales = 1 peso.

## Monete
Monete d'argento furono emesse nel nome delle "Provincias del Río de la Plata" in tagli da ½, 1, 2, 4 e 8 reales e ½, 1, 2, 4 e 8 soles, mentre monete d'oro (con titolo 875/1000) furono emesse in tagli da 1, 2, 4 e 8 escudos.
A partire dal 1822, lo stato di Buenos Aires emise le proprie monete denominate in reales e decimos, con 10 decimos = 1 real. Le monete furono emesse in tagli da 1, 5, 10 e 20 decimos, insieme a ¼, ½ (taglio effettivo: 5⁄10), 1 e 2 reales. Tutte erano coniate in rame. Anche altre provincie emisero monete denominate in reales (d'argento) e in escudos (d'oro): Córdoba, Entre Ríos, La Rioja, Mendoza, Salta, Santiago del Estero e Tucumán. A causa della scarsità di tali monete, era normale utilizzare anche le monete d'argento di altri paesi (in particolare soles boliviani).
Nel 1854 furono emesse monete nel nome della "Confederazione Argentina" in tagli da 1, 2 e 4 centavos. Come per le banconote, questa emissione non portò alla piena decimalizzazione.

## Banconote
Nel 1820 il governo della Provincia di Buenos Aires introdusse banconote in tagli da 5, 10, 20, 40, 50 e 100 pesos. A queste seguirono nel 1823 i tagli da 1, 3 e 5 pesos. Il "Banco de Buenos Ayres" cominciò a emettere banconote nel 1822 in tagli da 20, 50, 100, 200, 500 e 1 000 pesos. Le banconote da 1 e 2 pesos seguirono nel 1823.